# Victoria Duffield
Victoria Duffield (* 3. Januar 1995 in Abbotsford, British Columbia) ist eine kanadische Sängerin, Schauspielerin und Tänzerin.

## Karriere
Victoria Duffield stammt aus Abbotsford in der Provinz British Columbia. Der ältere ihrer beiden Brüder, Burkely Duffield, ist auch Schauspieler. Sie war 2010 eine Kandidatin in der dritten Staffel der Castingshow Next Star des kanadischen Jugendsenders YTVs und schaffte es bis zu den Top 6. Duffield singt gerade für Warner Music Canada. Ihre Debütsingle Shut Up and Dance wurde im September 2011 veröffentlicht und erhielt eine Platin-Auszeichnung in Kanada. Das gleichnamige Album erreichte den zwölften Platz der kanadischen Charts.
Victoria Dunffield ist eine klassisch ausgebildete Pianistin und eine professionelle Tänzerin in den Bereichen Jazz, Hip-Hop, Stepptanz und Ballett. Sie hatte außerdem mehrere Gastauftritte in kanadischen Fernsehsendungen, darunter die Jugend-Sitcom Allein unter Jungs.
Am 3. Juni 2014 veröffentlichte sie ihr zweites Album namens Accelerate. Duffield sagte über das Album: „Ich konnte mich mit den Erfahrungen, die ich selbst gemacht habe, auseinandersetzten. Für mich ist Accelerate darüber, voranzuschreiten, und all die Gefühle aus meinem Kopf im Studio zu verarbeiten half mir dabei.“ Die Leadsingle More Than Friends erreichte Platz 49 der kanadischen Charts.

## Diskografie
Alben
- 2012: Shut Up and Dance
- 2014: Accelerate
- 2019: Day Own

Singles
- 2011: Shut Up and Dance (CA: Platin)[5]
- 2012: Feel
- 2012: Break My Heart (CA: Gold)
- 2012: They Don’t Know About Us (feat. Cody Simpson)
- 2013: We Takin’ Over
- 2014: More Than Friends

## Filmografie
- 2005: Auf kalter Spur / Cold Squad (Fernsehserie, 2 Folgen)
- 2007: Painkiller Jane (Fernsehserie, 1 Folge)
- 2007: Supernatural – Zur Hölle mit dem Bösen (Fernsehserie, 1 Folge)
- 2008: Love Sick: Secrets of a Sex Addict (Fernsehfilm)
- 2008: Smallville (Fernsehserie, 1 Folge)
- 2009: Entführt – Du gehörst zu uns! (Do You Know Me, Fernsehfilm)
- 2011: R.L. Stine’s The Haunting Hour (Fernsehserie, 1 Folge)
- 2012–2013: Mr. Young (Fernsehserie, 3 Folgen)
- 2012: Christmas Miracle
- 2013: Allein unter Jungs (Life with Boys) (Fernsehserie, Folge 2x14)